# Semperoper
Semperoper (pol. Opera Sempera) – opera znajdująca się w Dreźnie.

## Pierwszy budynek operowy
W latach 1838–1841 wzniósł budowniczy Gottfried Semper (1803–1879) królewski teatr dworski w kształcie rotundy wzorowanej na budowlach wczesnego renesansu włoskiego. Budynek przetrwał zaledwie 28 lat – spłonął 21 września 1869.

## Tymczasowy budynek teatralny
Już po czterech tygodniach po pożarze rozpoczęto budowę tymczasowego budynku teatralnego. W ciągu sześciu tygodni powstał budynek o 1800 miejscach, który drezdeńczycy nazwali żartobliwie „budą z desek”. 2 grudnia 1869 na otwarcie wystawiono Ifigenię w Taurydzie Goethego.

## Drugi budynek operowy
Ze względu na udział w ruchach radykalno–demokratycznych w maju 1849 Gottfriedowi Semperowi zabroniono pobytu na terenie Królestwa Saksonii. Semper opuścił Saksonię i na emigracji wzniósł m.in. Burgtheater w Wiedniu.
W roku 1871 rozpoczęto budowę nowego gmachu operowego. Przebywający za granicą Semper zgodził się zaprojektować nowy budynek. Budową kierował w latach 1871–1878 jego najstarszy syn Manfred (1838–1913). Budynek otrzymał bogatą dekorację rzeźbiarską. Obok wejścia stanęły postacie Goethego i Schillera, w bocznych wnękach elewacji postacie Szekspira, Sofoklesa, Moliera i Eurypidesa.
Podczas nalotu na Drezno w dniu 13 lutego 1945 budynek został zbombardowany i spalony.

## Trzeci budynek operowy
Po wojnie ruiny zabezpieczono prowizorycznie. Dopiero w latach 1968–1976 wykonano prace studialne przygotowujące do odbudowy.
24 czerwca 1977 wmurowano kamień węgielny. Głównym projektantem odbudowy został Wolfgang Hänsch. Zdecydowano się powiększyć scenę i widownię, by sprostać wymaganiom nowoczesnej techniki teatralnej. Ograniczono liczbę miejsc siedzących do 1300, zapewniając jednak doskonałą widoczność i akustykę.
Przy odbudowie zachowano architekturę według projektu Sempera. Dobudowano nowoczesny budynek mieszczący salę prób, pomieszczenia pomocnicze i administracyjne.
13 lutego 1985, w czterdziestolecie zburzenia, na otwarcie opery wystawiono Wolnego strzelca Carla Marii von Webera – powtarzając ostatnie przedstawienie sprzed zburzenia w dniu 31 sierpnia 1944.
Po zjednoczeniu Niemiec opera otrzymała oficjalny tytuł „Sächsische Staatsoper” (Saksońska Opera Państwowa).
Podczas powodzi w sierpniu 2002 wezbrane wody Łaby wyrządziły szkody o wartości 27 milionów euro. 9 listopada 2002 opera wznowiła działalność.
W ramach imprez z okazji 800–lecia Drezna odbył się 13 stycznia 2006 pierwszy bal operowy z udziałem 2300 gości w salach operowych i 4000 drezdeńczyków na Placu Teatralnym.